# Culicoides limonensis
Culicoides limonensis är en tvåvingeart som beskrevs av Ortiz och Leon 1954. Culicoides limonensis ingår i släktet Culicoides och familjen svidknott. Inga underarter finns listade i Catalogue of Life.